# Faludi Géza (orvos, 1840–1885)
Faludi Géza, Krenn (Pest, 1840. augusztus 2. – Budapest, 1885. június 17.) orvos, egyetemi magántanár, fővárosi gyermekorvos, gyorsírástörténész, numizmatikus.

## Élete
Gimnáziumi és orvosi tanulmányait Pesten végezte, 1864-ben avatták orvossá. Már tanulmányainak befejezése előtt sokat foglalkozott a gyermekgyógyászattal, s 1863. augusztus 1-jén már segédorvos lett a szegénygyermek-kórházban, ahol három évig működött Bókai János tanár mellett. 1867. április 1-jén a főváros VI. kerületében nyilvános gyermekgyógyintézetet nyitott, melyben haláláig kitartó ügybuzgalommal és szép sikerrel működött. A gyermekgyógyászat terén szerzett gyakorlati és irodalmi tevékenysége s érdemei jutalmául 1883. április 14.-én a budapesti egyetemen ezen tudománynak magántanárául képesíttetett. Nagykiterjedésű gyakorlata és tudományos munkássága mellett is talált időt a közügyekben és politikában élénk részvételre, s polgártársai fővárosi bizottsági taggá választották és a Terézvárosban hosszú ideig a függetlenségi pártnak elnöke volt. Életének két utolsó évében már hangját teljesen elvesztette; gégerákban hunyt el. Neves éremgyűjtő volt és a gyorsírás egyik meghonosítója.

## Munkái
Irodalmi működését kora ifjúságában kezdte meg, s mióta a gyermekkórház segédorvosává kineveztetett, folytonosan tudományos megfigyelésekre fordította minden szabad idejét. Eleinte a gyermekkórházban tapasztaltakról adott havonként közleményeket, felhasználva ezen alkalmat arra, hogy a ritkábban előforduló eseteket tüzetesebben leírja és tárgyalja; így a Nő- és Gyermekgyógyászatban (1863–64), a pozsonyi Kórházi Szemlében (I. 1865.) saját intézetéből közölt eseteket. Igen számos irodalmi dolgozatai leginkább a magyar szaklapokban s különösen az Orvosi Hetilapban (1866 és 1880-tól), az Orvosi Szemlében (1866), az Ung. Med. Chirurg. Pressében (1866, 1869) és a Gyógyászatban (1881-től) jelentek meg, de többeket külföldi szaklapokban is közölt. A magyar orvosok és természetvizsgálók XXI. (1880) és XXII. (1882) vándorgyűléseiben tevékeny részt vett. A szombathelyi gyűlésen A valódi hártyás gégelob kezeléséről értekezett; Debrecenben A resorcinról hasmenéseknél tartott előadást. Kiválóbb gyakorlati értékű dolgozatai: A garat mögötti tályagról, A salicylsav hatásáról, A diphteritisről, A mellkas csapolásáról gyermekeknél, Az orbáncz kezeléséről, Az agy és gerinczagy buroklobról stb.
További munkája a Stolze–Fenyvessy-féle egyszerűsített gyorsírás tankönyve (Budapest, 1878).